# John Littlejohn

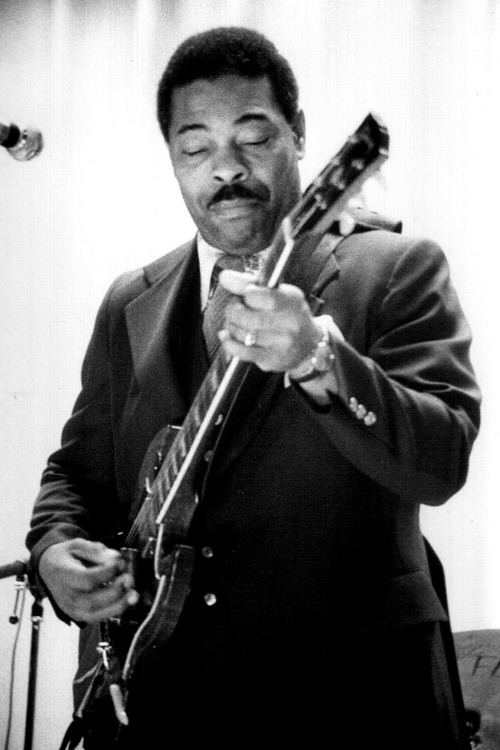
John Littlejohn (1978)

John Wesley Funchess (* 16. April 1931 in Jackson (Mississippi), Mississippi, USA; † 1. Februar 1994 in Chicago, Illinois, USA), bekannt als John (oder Johnny) Littlejohn, war ein US-amerikanischer Bluesgitarrist, ein Meister der Slide-Gitarre. Von den 1950er bis 1980er Jahren war er in der Chicagoer Bluesszene aktiv.

## Biografie
Littlejohn wurde in Jackson (Mississippi) geboren und lernte zunächst das Bluesspiel von Henry Martin, einem Freund seines Vaters. 1949 verließ er sein Zuhause und reiste umher. 1951 ließ er sich in Gary (Indiana) nieder und spielte, wann immer möglich, im nahegelegenen Chicago.
Littlejohn trat regelmäßig in Chicagoer Clubs auf, unter anderem mit Howlin’ Wolf, und spielte in den 1950er Jahren bei Aufnahmen von Jimmy Reed. Erst ab 1966 nahm er seine ersten Singles unter eigenem Namen für verschiedene Labels auf. Sein Debüt-Album John Littlejohn’s Chicago Blues Stars erschien 1968 bei Arhoolie Records. Einige Aufnahmen bei Chess blieben zunächst unveröffentlicht.
In den folgenden Jahren erschienen einige Titel von Littlejohn in verschiedenen Blues-Kompilationen und auf Singles, daneben spielte er bei Aufnahmen anderer Musiker. 1973 kam sein nächstes Album als Johnny Little John: Funky From Chicago auf den Markt. Das Album Chicago Blues at Home von 1977 mit verschiedenen Bluesmusikern, darunter Littlejohn, wurde für einen Grammy Award nominiert. Ebenfalls 1977 kamen das Live-Album John Little John: Dream sowie die Kompilationen Chicago Blues Nights Vol. 1 und Guitar Star mit Littlejohn und anderen Musikern heraus.
Es folgten weitere Kompilationen mit Aufnahmen von Littlejohn, und er begleitete weiterhin andere Musiker bei Aufnahmen. 1978 veröffentlichte er bei Black & Blue das Album Sweet Little Angel. Er nahm einige Singles für lokale Labels auf, aber erst 1985 ein weiteres Album, das Rooster Blues unter dem Titel So-Called Friends veröffentlichte. 1989 erschien bei Wolf Records das Album John Littlejohn’s Blues Party, 1992 bei JSP Records When Your Best Friend Turns Their Back On You.
John Littlejohn starb am 1. Februar 1994 im Alter von 62 Jahren in Chicago an Nierenversagen.